# Josef Weinheber
 (janvier 2025).
Josef Weinheber, né le 9 mars 1892 à Vienne et mort le 8 avril 1945 à Kirchstetten par suicide, était un romancier, poète et essayiste autrichien.

## Biographie
Weinheber passa une partie de son enfance dans une maisonnette à Purkersdorf, puis dans un orphelinat à la suite de la mort de ses parents, où il passa six ans avant que sa tante ne le prenne chez elle.
Avant sa carrière d'écrivain, il gagnait sa vie par des petits boulots puis en tant qu'agent de poste de 1911 à 1932. En 1918, il quitta l'Église catholique et en 1927 rejoignit le protestantisme, à la suite de son second mariage ; peu avant sa mort, lui et sa seconde femme Hedwig retournèrent au catholicisme.
Dès 1919, il contribua au journal humoristique Muskete, et son premier recueil de poésie lyrique, Der einsame Mensch (L'Homme solitaire), parut en 1920. Cette œuvre fut influencée notamment par Karl Kraus, Rainer Maria Rilke et Anton Wildgans. Il était aussi sur des termes amicaux avec les écrivains Mirko Jelusich et Robert Hohlbaum (en).
Membre de la NSDAP de 1931 à 1933 et de nouveau à partir de 1944, il se suicida devant l'avancée de l'armée rouge.

## Distinctions
- 1936 Prix Wolfgang Amadeus Mozart
- 1941 Prix Grillparzer (avec Mirko Jelusich)

## Œuvres
- Der einsame Mensch (L'Homme solitaire), poèmes 1920
- Von beiden Ufern, poèmes 1923
- Das Waisenhaus, roman 1924
- Boot in der Bucht, poèmes 1926
- Adel und Untergang, poèmes 1934
- Wien wörtlich, poèmes 1935
- Vereinsamtes Herz, poèmes 1935
- Späte Krone, poèmes 1936
- O Mensch, gib acht!, poèmes 1937 (ein erbauliches Kalenderbuch für Stadt- und Landleute)
- Selbstbildnis, poèmes 1937
- Zwischen Göttern und Dämonen, poèmes 1938
- Kammermusik, poèmes 1939
- Dokumente des Herzens, poèmes 1944
- Hier ist das Wort, poèmes 1947